# Centra (supermarkt)
Centra was een samenwerkingsverband tussen winkeliers en grossiers, die samen kruidenierszaken en kleine supermarkten exploiteerden in Nederland en België.

## Geschiedenis
In 1888 startte Jacob Fokke Schuitema aan het Damsterdiep in Groningen een winkel in levensmiddelen. In 1916 resulteerde dit in het oprichten van de firma Gebroeders D. Schuitema door Detmer en Dirk Eildert Schuitema. Dit waren de neven van Jacob Fokke.
In 1931 nam Schuitema het initiatief om de inkoopkracht van twaalf grossiers verspreid over het land te bundelen. De bedoeling was om een groot samenwerkingsverband tussen winkeliers en grossiers te creëren. Ze ontwikkelden een winkelformule voor de ondernemers, die op dat moment zelf zaken deden met hun inkoopcentrale. Dat samenwerkingsverband startte vanaf 1933 onder de naam Centra. In de jaren 1950, 1960 en 1970 groeiden Schuitema en Centra fors.
Aan het eind van de jaren 1970 gaat het met de groei een stuk minder hard. Doordat het economisch slechter gaat, kiezen klanten voor voordeligere concurrenten. Schuitema besluit een nieuwe koers te gaan varen: het bedrijf ontwikkelt de supermarktformule C1000. Vanaf 1981 werden de Centra-winkels langzaamaan vervangen door C1000. De laatste Centra-supermarkt sloot op 1 december 2001.